# Veneto Classic 2024
La 4e édition de la Veneto Classic, une course cycliste masculine a lieu en Italie le 20 octobre 2024. La course, disputée sur 191,7 kilomètres entre Soave et Bassano del Grappa en Vénétie, fait partie du calendrier UCI ProSeries 2024 (deuxième niveau mondial) en catégorie 1.Pro. Elle est la dernière course de ce calendrier.

## Équipes participantes
| WorldTeams (9)- Alpecin-Deceuninck - Arkéa-B&B Hotels - Cofidis - Movistar Team - Intermarché-Wanty - UAE Team Emirates - Astana Qazaqstan Team - Groupama-FDJ - Team Jayco AlUla ProTeams (6)- Polti Kometa - Corratec-Vini Fantini - Israel-Premier Tech - Lotto Dstny - Uno-X Mobility - Q36.5 Pro Cycling Team Équipes continentales (3)- Biesse-Carrera - General Store-Essegibi-F.Lli Curia - MG.K Vis Colors For Peace |
| |

## Classements

### Classement final
| \| Classement général \| Classement général \| Classement général \| Classement général \| Classement général \| \| Coureur \| Coureur \| Pays \| Équipe \| Temps \| \| ------------------ \| ------------------ \| ------------------ \| ------------------ \| ------------------ \| |         |      |        |       |
| |         |      |        |       |
| Source : ProCyclingStats |         |      |        |       |
| Classement général |         |      |        |       |
| Coureur | Coureur | Pays | Équipe | Temps |

### Classements UCI
La course attribue des points au Classement mondial UCI 2024 selon le barème suivant.
| Position           | 1er | 2e  | 3e  | 4e  | 5e | 6e | 7e | 8e | 9e | 10e | 11e | 12e | 13e | 14e | 15e | 16e à 30e | 31e à 40e |
| Classement général | 200 | 150 | 125 | 100 | 85 | 70 | 60 | 50 | 40 | 35  | 30  | 25  | 20  | 15  | 10  | 5         | 3         |